# Paragnetina japonica
Paragnetina japonica is een steenvlieg uit de familie borstelsteenvliegen (Perlidae). De wetenschappelijke naam van de soort is voor het eerst geldig gepubliceerd in 1912 door Okamoto.